# EMule Plus
eMule Plus est un client P2P compatible eMule, créé pour en améliorer l'interface utilisateur originale.
eMule Plus ne contient aucun logiciel espion, publiciel ou autres. C'est un logiciel libre distribué selon les termes de la licence GNU GPL.